# Маноел Урбано
Мануел Урбану е град — община в централната част на бразилския щат Акри. Общината е част от икономико-статистическия микрорегион Сена Мадурейра, мезорегион Вали ду Акри. Населението на общината към 2010 г. е 7989 души, а територията ѝ е 9386.961 km2 (0,8 д./km²).

## История
Общината е основана на 1 март 1963, придобивайки автономност по силата на Закон № 588 от 14 май 1976 г.

## География
Граничи на север с щата Амазонас, на юг и изток с община Сена Мадурейра, на запад с община Санта Роза ду Пурус, на северозапад с община Фейжо и на югозапад с Перу. Градът е разположен на левия бряг на река Пурус.